# Miss Polski
Miss Polski – konkurs piękności organizowany w Polsce od 1990 roku. Organizatorem konkursu jest Nowa Scena Sp. z o.o.
Eliminacje organizowane są na poziomie regionalnym, następnie zwyciężczynie oraz wicemiss w poszczególnych regionach, a także zaproszone kandydatki biorą udział w ćwierćfinale, a następnie w półfinale. Wyłonione finalistki biorą udział w wielkim finale, gdzie główną nagrodą jest tytuł Miss Polski. Do 2014 roku zwyciężczyni reprezentowała Polskę w konkursie Miss World, natomiast od 2015 roku w konkursie Miss Universe, Miss International i Miss Supranational. Dodatkowo wicemiss oraz finalistki biorą udział w innych międzynarodowych konkursach. Od wielu lat finał konkursu nadawany jest w telewizji Polsat.

## Zwyciężczynie konkursu
| Rok  | Data                 | Lokalizacja                   | Zdjęcie | Laureatka              | Miejscowość          | Osiągnięcia międzynarodowe |
| ---- | -------------------- | ----------------------------- | ------- | ---------------------- | -------------------- | --- |
| 1990 | 6 lipca 1990         | Opera Leśna, Sopot            |         | Ewa Szymczak           | Łódź                 | - Queen of Europe 1991 - Top 10 Miss World 1990 - Top 15 Miss International 1990 - Top 10 Miss Europe 1991 - 2. wicemiss Miss Baltic Sea 1991 |
| 1991 | 19 lipca 1991        | Opera Leśna, Sopot            |         | Agnieszka Kotlarska    | Wrocław              | - Miss International 1991 |
| 1992 | 14 sierpnia 1992     | Teatr Muzyczny, Gdynia        |         | Elżbieta Dziech        | Bielsko-Biała        | |
| 1993 | 16 lipca 1993        | Opera Bałtycka, Gdańsk        |         | Agnieszka Pachałko     | Bydgoszcz            | - Miss International 1993 |
| 1994 | 22 października 1994 | Operetka Warszawska, Warszawa |         | Magdalena Lewandowska  | Bydgoszcz            | - 2. wicemiss Queen of the World 1994 |
| 1995 | 21 października 1995 | Teatr Roma, Warszawa          |         | Sabina Śnioch          | Dąbrowa Górnicza     | - 4. wicemiss Queen of the World 1996 |
| 1996 | 26 października 1996 | Opera Wrocławska, Wrocław     |         | Anna Kowalczyk         | Warszawa             | |
| 1997 | 14 września 1997     | Hotel Imperial Marhaba, Susa  |         | Grażyna Domańska       | Wrocław              | |
| 1998 | 14 września 1998     | Teatr Dora Stratou, Ateny     |         | Kamila Wiśniewska      | Poznań               | |
| 1999 | 18 września 1999     | Teatr Dramatyczny, Warszawa   |         | Renata Piotrowska      | Toruń                | - 2. wicemiss International Queen of Caffe 2000                                                                                               |
| 2000 | 16 września 2000     | Teatr Polski, Warszawa        |         | Dorota Pikuła          | Mirków               | |
| 2001 | 16 listopada 2001    | Sala Kongresowa, Warszawa     |         | Ewa Wiertel            | Lubań                | |
| 2002 | 25 listopada 2002    | Teatr Roma, Warszawa          |         | Magdalena Stanisławska | Białystok            | |
| 2003 | 12 listopada 2003    | Teatr Polski, Wrocław         |         | Kaja Kruszyńska        | Frombork             | |
| 2004 | 11 grudnia 2004      | Teatr Lalek, Wrocław          |         | Elżbieta Sawerska      | Lublin               | - Miss Tourism Europe 2003 - Top 15 Miss Intercontinental 2005 - Top 20 Miss Globe International 2005 - 2. wicemiss Bikini World 2005         |
| 2005 | 6 grudnia 2005       | Teatr Muzyczny, Gdynia        |         | Renata Nowak           | Bydgoszcz            | - 3. wicemiss Model of the World 2006 |
| 2006 | 21 stycznia 2007     | Teatr Dramatyczny, Warszawa   |         | Aleksandra Ogłaza      | Bychawa              | |
| 2007 | 21 września 2007     | Teatr Roma, Warszawa          |         | Karolina Zakrzewska    | Zielona Góra         | |
| 2008 | 3 sierpnia 2008      | Amfiteatr, Płock              |         | Klaudia Ungerman       | Wysiedle             | - 2. wicemiss Miss Supranational 2009 |
| 2009 | 4 września 2009      | Amfiteatr, Płock              |         | Anna Jamróz            | Rumia                | - Top 16 Miss World 2009 - Top 15 Miss Supranational 2010 - Top 12 Miss Oriental Tourism 2012                                                 |
| 2010 | 29 sierpnia 2010     | Amfiteatr, Płock              |         | Agata Szewioła         | Żary                 | |
| 2011 | 27 sierpnia 2011     | Amfiteatr, Płock              |         | Angelika Ogryzek       | Szczecin             | - Top 20 Miss Supranational 2013 - Top 10 Miss Grand International 2014                                                                       |
| 2012 | 8 grudnia 2012       | Orlen Arena, Płock            |         | Katarzyna Krzeszowska  | Krynica-Zdrój        | - 4. wicemiss Miss Supranational 2014 - Top 20 Miss Grand International 2015                                                                  |
| 2013 | 8 grudnia 2013       | Orlen Arena, Płock            |         | Ada Sztajerowska       | Piotrków Trybunalski | - Top 20 Miss Supranational 2015 |
| 2014 | 7 grudnia 2014       | Krynica-Zdrój                 |         | Ewa Mielnicka          | Ostrołęka            | - Top 10 Miss Supranational 2016 |
| 2015 | 7 grudnia 2015       | Krynica-Zdrój                 |         | Magdalena Bieńkowska   | Mikołajki            | - Top 40 Miss World 2017 - Top 15 Miss International 2016 - 2. wicemiss Miss Supranational 2018                                               |
| 2016 | 4 grudnia 2016       | Krynica-Zdrój                 |         | Paulina Maziarz        | Mostki               | - Top 10 Miss Supranational 2017 |
| 2017 | 3 grudnia 2017       | Krynica-Zdrój                 |         | Kamila Świerc          | Opole                | - Top 25 Miss Supranational 2019 |
| 2018 | 9 grudnia 2018       | Krynica-Zdrój                 |         | Olga Buława            | Świnoujście          | - Miss Universe Congeniality 2019 |
| 2019 | 8 grudnia 2019       | Katowice                      |         | Magdalena Kasiborska   | Zabrze               | |
| 2020 | 17 stycznia 2021     | Warszawa                      |         | Anna Maria Jaromin     | Katowice             | |
| 2021 | 20 sierpnia 2021     | Nowy Sącz                     |         | Agata Wdowiak          | Łódź                 | - Top 12 Miss Supranational 2022 - Miss Supranational Europe 2022                                                                             |
| 2022 | 17 lipca 2022        | Nowy Sącz                     |         | Aleksandra Klepaczka   | Łódź                 | - Top 24 Miss Supranational 2023 |
| 2023 | 16 lipca 2023        | Nowy Sącz                     |         | Angelika Jurkowianiec  | Namysłów             | |
| 2024 | 5 lipca 2024         | Nowy Sącz                     |         | Kasandra Zawal         | Bierzglinek          | - Top 24 Miss Supranational 2025 |
| 2025 | 29 czerwca 2025      | Nowy Sącz                     |         | Oliwia Mikulska        | Żary                 | |

- § Elżbieta Dziech w trakcie panowania postanowiła wyjść za mąż, w związku z tym dobrowolnie zrzekła się tytułu na rzecz 1. wicemiss, Doroty Wróbel.

### Liczba zwycięstw według województw
| Województwo         | Zwycięstwa | Rok                    |
| ------------------- | ---------- | ---------------------- |
| Kujawsko-pomorskie  | 4          | 1993, 1994, 1999, 2005 |
| Dolnośląskie        | 4          | 1991, 1997, 2000, 2001 |
| Śląskie             | 4          | 1992, 1995, 2019, 2020 |
| Łódzkie             | 4          | 1990, 2013, 2021, 2022 |
| Mazowieckie         | 3          | 1996, 2014, 2016       |
| Zachodniopomorskie  | 3          | 2008, 2011, 2018       |
| Lubelskie           | 2          | 2004, 2006             |
| Lubuskie            | 2          | 2007, 2010             |
| Warmińsko-mazurskie | 2          | 2003, 2015             |
| Małopolskie         | 1          | 2012                   |
| Opolskie            | 1          | 2017                   |
| Podlaskie           | 1          | 2002                   |
| Pomorskie           | 1          | 2009                   |
| Wielkopolskie       | 1          | 1998                   |